# Gandhal, Devadurga
Gandhal là một làng thuộc tehsil Devadurga, huyện Raichur, bang Karnataka, Ấn Độ.